# 神戸サンボーホール

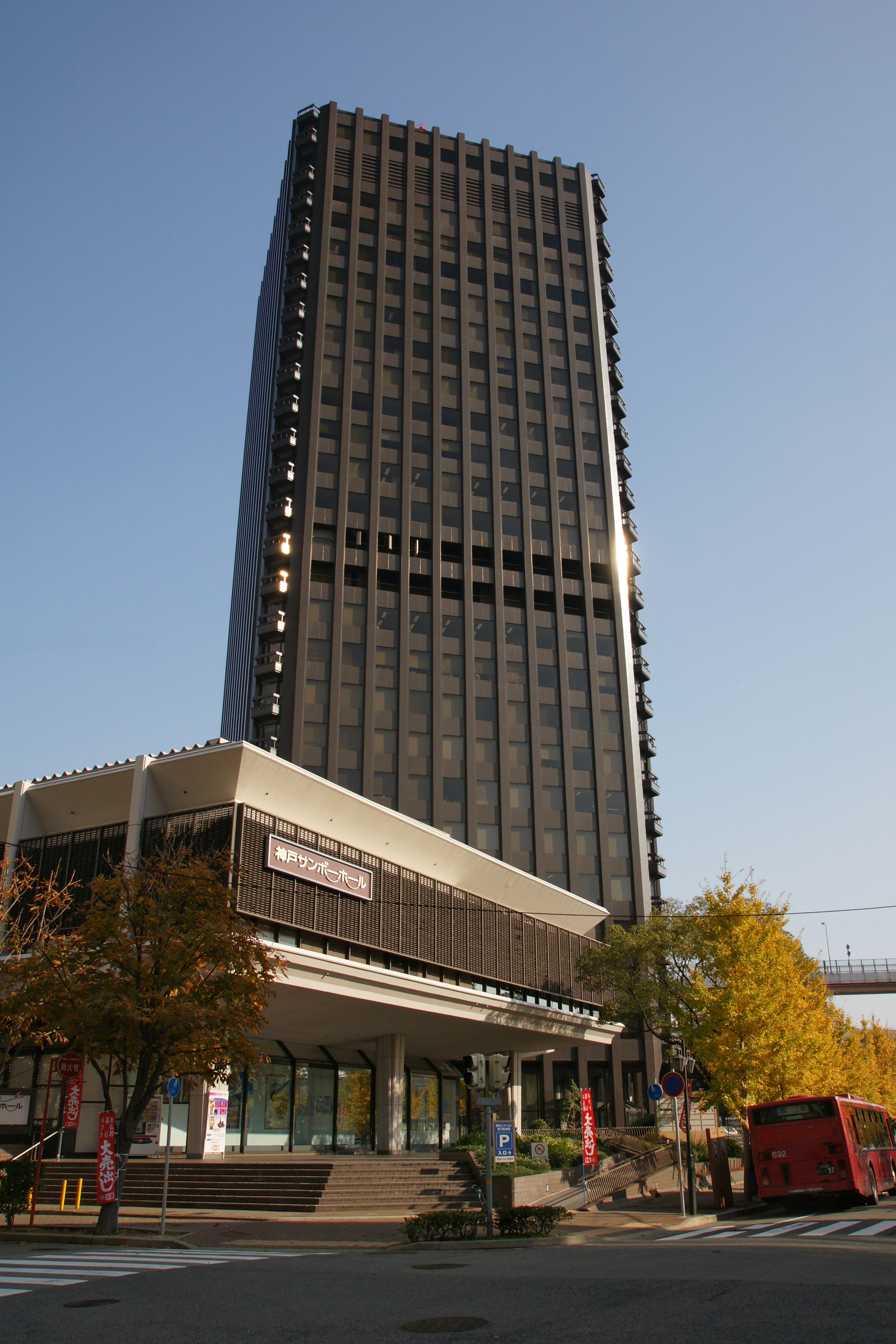
神戸サンボーホールと神戸商工貿易センタービル（奥）

神戸サンボーホール（こうべサンボーホール）は、兵庫県神戸市中央区にある多目的ホール。

## 概略
神戸の中心にあり、アクセスも良い事から、展示会や産業見本市、イベントに多く利用されている。また、社交ダンスや芝居の稽古場としての利用も増えている。神戸空港からも、ポートライナーで約15分程度と非常に便利。神戸商工貿易センタービルに隣接している。
建物は総ガラス張りで、ホールとしては珍しく、独特の雰囲気を作り上げている。また、外観同様、内部もデザインが施され、神戸港開港100周年を記念して作られた貴重な建築物である。
2階大展示場はプロレス・ボクシングなどの興行にもよく利用される。天井は一般的なリングの一回り大きいサイズで上げられており、俗称「馬場天井」と呼ばれている。言われは、ジャイアント馬場がプロレス興行を行う際に、ホール担当者が「天井が低いのでは」と考え、天井を上げたと伝えられている。
ただそれでもなおプロレス会場としては天井が低く、リングを設営した状態でプロレスラーがトップロープの上に立つと天井に手が届くことが多い（一例として、2009年1月の全日本プロレス・F-1タッグ選手権では、渕正信が二代目タイガーマスクのモノマネでトップロープの上に立つ際に、天井を押さえてバランスを取っていた）。従って、本会場での試合ではうっかりすると空中技で天井に頭をぶつけかねないため、空中技の使用に大きな制約が加わる。

## 施設
- 2階大展示場　－1,343m2
- 1階大展示場　－1,088m2
- 商談スペース －205m2
- 小展示場   　－269m2
- 第1会議室    －47m2
- 第2会議室    －35m2
- 主催者無料駐車場-17台
- 机・椅子・マイクセット無料（数に制限有）

## 建築概要
- 所在地－神戸市中央区浜辺通5丁目1番32号
- 構造－鉄筋コンクリート造、鉄筋造
- 階数－地下1階～2階
- 建築面積    －2,010m2
- 展示面積    －2,987m2

## 交通
- ポートライナー 貿易センター駅 下車すぐ
- JR 三ノ宮駅 徒歩10分
- 阪急 神戸三宮駅 徒歩10分
- 阪神 神戸三宮駅 徒歩10分
- 地下鉄山手線 三宮駅 徒歩10分
- 地下鉄海岸線 三宮・花時計前駅 徒歩7分
- 山陽新幹線 新神戸駅からタクシーで10分
- 阪神高速道路 神戸線生田川出口・京橋出入口から車ですぐ